# Lee Hyun-il
Lee Hyun-il (født 17. april 1980 i Seoul) er en sydkoreansk badmintonspiller. Han har ingen større internationale mesterskabs titler, men var udtaget til at repræsentere Sydkorea under Sommer-OL 2008, hvor han tabte i bronzefinalen mod Chen Jin fra Kina. 